# Smithsonian (revista)
Smithsonian é uma revista de ciência e natureza e o jornal oficial publicado pela Smithsonian Institution em Washington, D.C.; embora editorialmente independente de sua organização-mãe. A primeira edição foi publicada em 1970. O Smithsonian realiza eventos como o American Ingenuity Awards, o Future Con e o Museum Day.

## História
A história do Smithsonian começou quando Edward K. Thompson, o editor aposentado da revista Life, foi convidado pelo então secretário do Smithsonian, S. Dillon Ripley, a produzir uma revista "sobre coisas nas quais o Smithsonian [Institution] está interessado, pode estar interessado ou deveria estar interessado."
Thompson lembraria mais tarde que sua filosofia para a nova revista era que ela "despertaria curiosidade em mentes já receptivas. Lidaria com a história da maneira como ela é relevante para o presente. Apresentaria a arte, já que a verdadeira arte nunca é datada, no a reprodução mais rica possível. Ele espiaria o futuro por meio da cobertura do progresso social e da ciência e tecnologia. Assuntos técnicos seriam digeridos e tornados inteligíveis por escritores habilidosos que estimulariam os leitores a alcançar o alto, sem desligá-los com o jargão. Encontraríamos os melhores escritores e os melhores fotógrafos - não muito diferente do melhor da antiga Life."
A revista deu lucro pela primeira vez em 1973. Em 1974, a circulação quase quadruplicou, para 635 mil, e atingiu a marca de um milhão em 1975 — um dos lançamentos de maior sucesso de sua época. Em 1980, Thompson foi substituído por Don Moser, que também havia trabalhado na Life, e a circulação atingiu mais de dois milhões, por sua vez, por Carey Winfrey após sua aposentadoria em 2001. Michael Caruso sucedeu Carey Winfrey em 2011, e atuou como editor-chefe até 2019. Desde então, Deborah Rosenberg e Terence Monmaney têm atuado como editores executivos.